# Ви, Кристина
Кристина Даниэль Валенсуэла (англ. Cristina Danielle Valenzuela; род. 11 июля 1987, Лос-Анджелес, Калифорния) более известная как Кристина Ви — американская актриса, певица и режиссёр дубляжа. Наиболее известна по роли Маринетт в мультсериале Леди Баг и Супер-Кот, персонажа Беннет в компьютерной игре Genshin Impact, а также персонажа Печенька Снежная Королева в игре Cookie Run: Kingdom

## Биография
Родилась и выросла в пригороде Лос-Анджелеса, городе Норуолк. В детстве мечтала работать аниматором, но просмотр мультипликационного сериала «Сейлор Мун» вдохновил её на работу в озвучке. Обучалась театральному искусству в Калифорнийском государственном университете Лонг Бич. 
Наибольшая популярность к ней пришла благодаря её озвучиванию Леди Баг в мультсериале «Miraculous».